# A.D.A.EDITA Tokyo

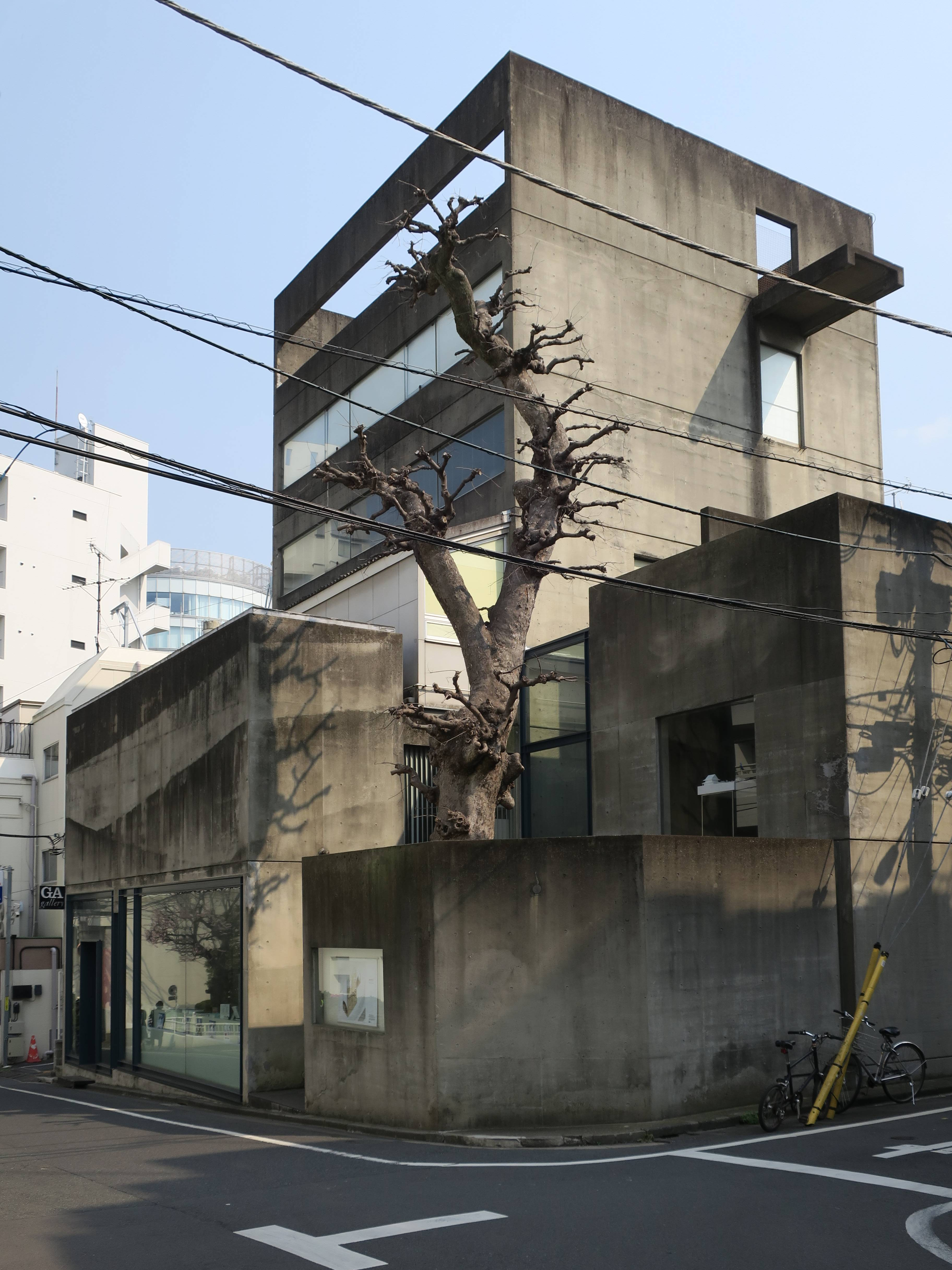
GA gallery（東京都渋谷区千駄ヶ谷3-12-14）

A.D.A.EDITA Tokyo（エーディーエー・エディタ・トーキョー、登記社名: 株式会社エーデイーエー・エデイタ・トーキヨー）は、建築専門の出版社で、1970年に建築写真家の二川幸夫が創設した。

## 概要
創業者の二川幸夫は、伊藤ていじ共著『日本の民家』（初版は美術出版社、新版は1991年にA.D.A.）で、1959年度毎日出版文化賞を受賞。同年からアメリカ取材を始め、年間の3分の2は海外で取材撮影に当たった。
当初は不定期での刊行物が主であったが、その後『GA JAPAN』をはじめ、広告を取らずに、定期出版を行っている。
最初期の出版である、建築写真集『GA』（グローバル・アーキテクチュアー）シリーズは、著名な建築家の代表作の1～2作を扱う特集号で、1970年10月の第1号はフランク・ロイド・ライトの「ジョンソン・ワックス本社」を取り上げた。
20世紀を代表する建築家では、ミース・ファン・デル・ローエ、ヴァルター・グロピウスなどのバウハウス関連やアントニオ・ガウディ、現代アメリカではフランク・ゲーリー、フィリップ・ジョンソンなど多数を扱っている。
『新建築』を出している新建築社とは異なる視点で、建築デザイン界を牽引する出版社となっている。
本社は東京都渋谷区千駄ヶ谷。本社に併設してGAギャラリー及びブックショップを有し、展覧会や建築家の講演・シンポジウムを行っており、GAシリーズをはじめとする建築書を販売している。二川幸夫は2013年3月に病没したが、現在は息子の二川由夫、二川立夫が事業を継承している。

## 主要な出版物
- 『GA』 - 1970～99年に、第77号まで発行
- 『GA JAPAN』日本の建築作品を掲載。隔月刊。100数号刊
- 『GA HOUSES』 - 世界の住宅作品を掲載。不定期刊。100数号刊
- 『GA DOCUMENT』 - 世界の建築作品（主として住宅以外）の設計図を掲載。不定期刊。
- 『GA 現代建築全集』全13巻 - 2001-2015年刊
- 『GA 世界現代住宅全集』全50巻予定 - 2009年より刊行中
- 『フランク・ロイド・ライト全集』全12巻